# ویلیام ادوین استارک
ویلیام ادوین استارک زاده ۱۸۱۴ در ویرجینیا، یکی از فرماندهان ارتش ایالات مؤتلفه در طول جنگ داخلی آمریکا بود. وی پیش از آغاز نبرد به عنوان یک دلال پنبه در شهرهای موبیل، آلاباما و نیواورلئان فعالیت داشت. با آغاز جنگ داخلی به ارتش جنوب پیوست و با درجه سرهنگ دومی در هنگ ۶۰ پیاده‌نظام ویرجینیا مشغول خدمت شد. وی در ششم اوت ۱۸۶۲ به دلیل حضور مؤثر در جنگ نبرد هفت روزه به درجه سرتیپی ارتقا پیدا کرد. وی پس از زخمی شدن ژنرال ویلیام تالیافرنو به فرماندهی یک تیپ از ارتش ژنرال استونوال جکسن برگزیده شد. وی در ۱۷ سپتامبر در طی نبرد آنتی تام در سه نوبت زخمی شد که سرانجام باعث مرگ وی گردید. آرامگاه وی در آرامستان هالیوود در ریچموند است.